# 256 Dywizja Strzelecka (ZSRR)
256 Dywizja Strzelecka (ros. 256-я стрелковая дивизия) – związek taktyczny (dywizja) Armii Czerwonej.
Sformowana w 1941, w związku z niemiecką agresją na ZSRR. Broniła Moskwy i Tweru. Brała udział w przełamaniu blokady Leningradu i powtórnym zajęciu Estonii.